# Мария Луиза Болгарская
Княгиня Мария Луиза Болгарская (болг. Мария Луиза Българска; род. 13 января 1933, София) — дочь царя Болгарии Бориса III и царицы Йоанны Савойской; старшая сестра последнего царя Болгарии Симеона II. Её крещение в Болгарской православной церкви стало причиной обширных дискуссий в своё время.

## Жизнь

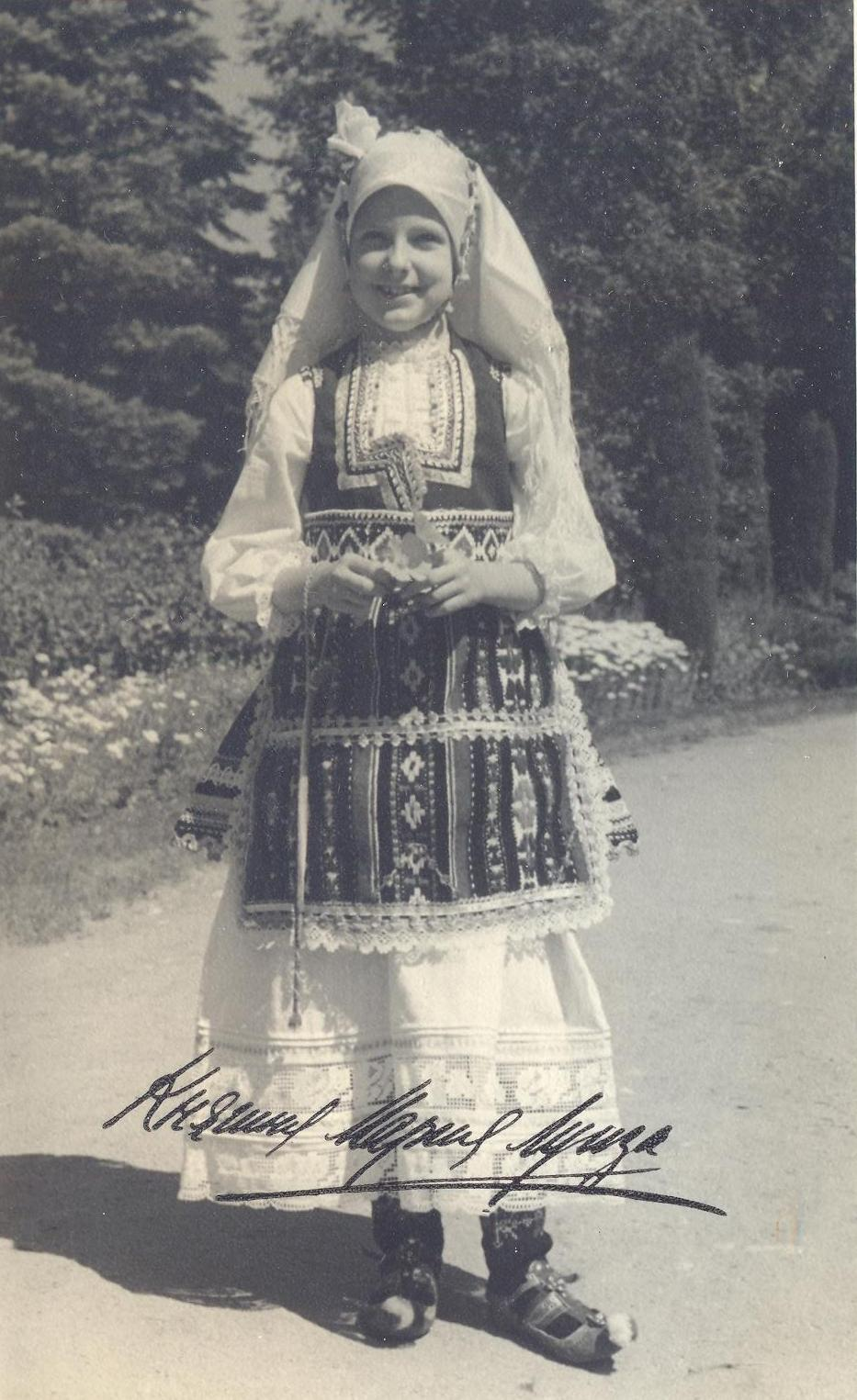
Мария Луиза в национальном болгарском костюме

Мария Луиза Болгарская родилась 13 января 1933 года. Её крёстным отцом был Александр Малинов.
Она была зачислена в Медицинский колледж медсестёр Испанского общества Красного Креста, который она окончила с отличием.
После упразднения монархии в 1946 году княгиня Мария Луиза покинула страну со своей матерью и братом. Сначала они жили в Египте, а затем переехали в Испанию.
Мария Луиза является членом Попечительского совета Американского университета в Болгарии. 13 мая 2012 года на 18-й церемонии открытия княгиня Мария Луиза получила почётную докторскую степень в области гуманитарных наук в Американском университете в Болгарии.

## Браки и дети
4 февраля 1957 года на гражданской церемонии в Аморбахе Мария Луиза вышла замуж за принца Карла Лейнингена (1928—1990). Венчание состоялось 20 февраля того же года в Каннах. У супругов было двое сыновей:
- принц Карл Борис Франк Маркварт Лейнинген (род. 17 апреля 1960)

∞ 1-я жена в 1987—1994 годах Милена Манов (1962—2015)
- принц Николас Александр Лейнинген (род. 25 октября 1991)

∞ 2-я жена с 1999 года Шерил Энн Лиглер (род. 1962)
- принц Карл Генрих Лейнинген (род. 17 февраля 2001)
- принцесса Юлиана Елизавета Мария Лейнинген (род. 19 сентября 2003)

- принц Герман Фридрих Роланд Фернандо Лейнинген (род. 16 апреля 1963)

∞ жена с 1987 года Дебора Калли (род. 1961)
- принцесса Татьяна Лейнинген (род. 27 августа 1989)
- принцесса Надя Лейнинген (род. 16 декабря 1991)
- принцесса Александра Лейнинген (род. 18 декабря 1997)

4 декабря 1968 года Мария Луиза и Карл развелись.
16 ноября 1969 года в Торонто она вышла замуж за поляка Бронислава Томаша Анджея Хробока (1934—2025). Впоследствии они жили в Нью-Джерси. У них есть дочь и сын:
- Александра Надежда Мария Хробок (род. 14 сентября 1970)[2]

∞ муж с 2001 года Хорхе Шампалимо Рапосо де Магальяйнс (род. 16 сентября 1970), внучатый племянник португальского миллиардера Антониу Шампалимо
- Луиш де Магальяйнс (род. 15 декабря 2003)
- Джованна де Магальяйнс (род. 27 ноября 2006)
- Клементина де Магальяйнс (род. 21 апреля 2011)

- Павел Аластор Антоний Хробок (род. 3 мая 1972)[2]

∞ жена с 2014 года Ариана Оливер Ма
- Майя Хробок (род. 2015)
- Александр Фердинанд Хробок (род. 2017)